# 美洲多鋸鱸

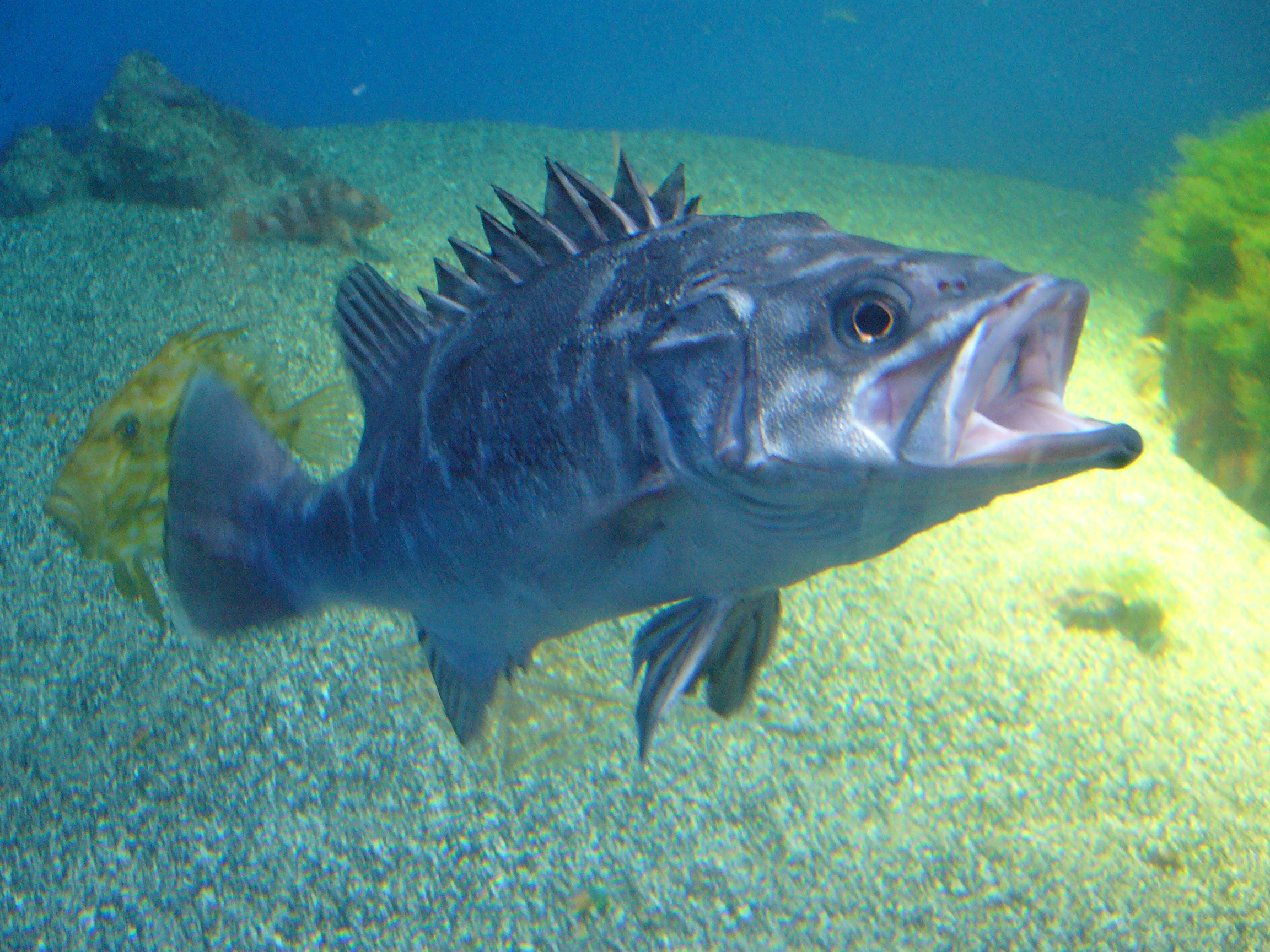
美洲多鋸鱸

美洲多鋸鱸，為輻鰭魚綱鱸形目鱸亞目多鋸鱸科的其中一種，分布於東大西洋挪威至南非，包括地中海、西大西洋加拿大紐芬蘭至美國北卡羅萊納州及西南太平洋紐西蘭海域，為溫帶海水魚，深度40-600公尺，體藍灰色，腹部灰白色，魚鰭暗褐色，體長可達210公分，棲息在深海有遮蔽物的底層水域，會進行洄游，通常單獨活動，屬肉食性，以甲殼類、頭足類等為食，可做為食用魚，適合各種烹飪方式食用。